# Ван Лоо, Шарль Андре
Шарль Андре ван Лоо, Карл Ванлоо (фр. Charles-André van Loo [ʃaʁl ɑ̃dʁe vɑ̃ lo], Carle Vanloo; 15 февраля 1705, Ницца — 15 июля 1765, Париж) — французский живописец академического направления, придворный художник эпохи рококо, любимец маркизы де Помпадур; «лучший художника своего века» и «первый живописец» при дворе короля Людовика XV.

## Биография
Ш.-А. ван Лоо происходил из старинной семьи художников Ван Лоо, выходцев из Фландрии. Известным художником был его старший брат Жан-Батист ван Лоо.
Шарль ван Лоо родился в Ницце, входившей тогда в герцогство Савойское. Отец мальчика, художник Луи-Абрахам ван Лоо скончался, когда тому было всего семь лет. Воспитывался в семье своего старшего брата Жана-Батиста, последовал за своим братом в Турин, а затем, в 1712 году, в Рим. Во время второго путешествия в Рим, в 1716—1718 годах, занимался живописью под руководством живописца Бенедетто Лути и скульптора Пьера Ле Гро. Был также учеником Пьера Гобера, придворного живописца короля Людовика XIV.

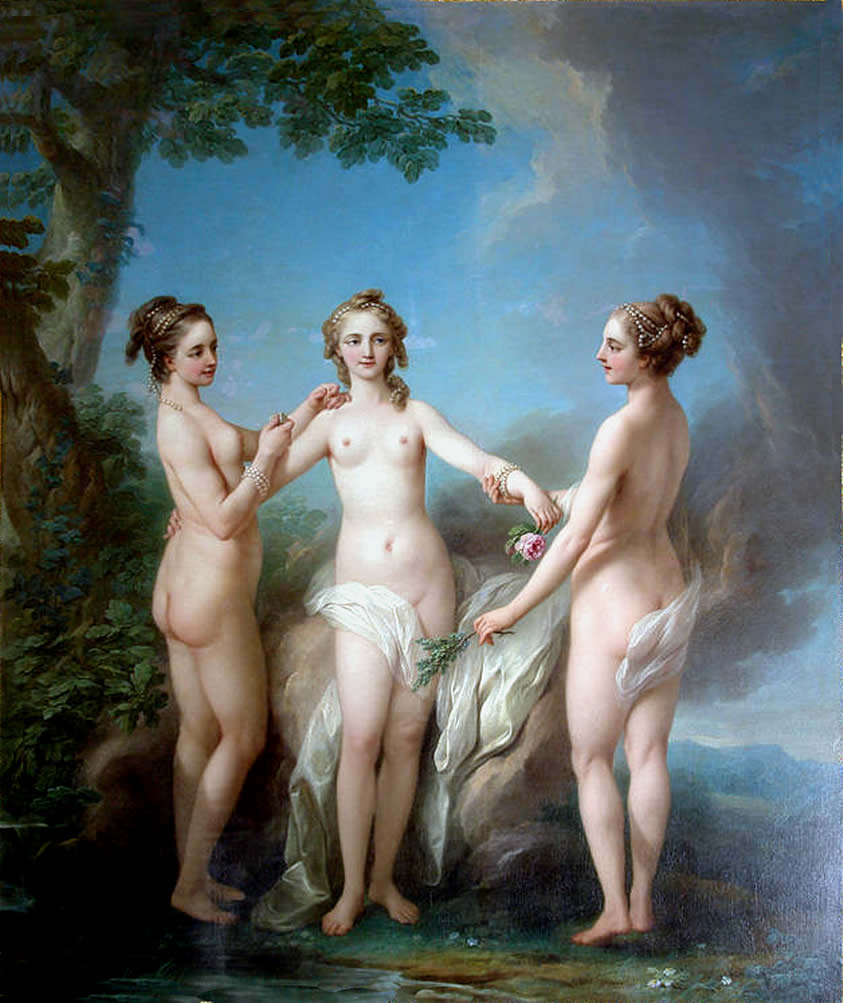
«Три грации»
Предположительно изображены Полин Фелисите де Майи-Нель и её сёстры — все фаворитки Людовика XV. 1765. Холст, масло. Замок Шенонсо

Покинув Италию в 1723 году, ван Лоо работал в Париже, учился в Королевской академии, где в 1723 году получил первую премию за рисунок, а в 1727 году — первую премию за «историческую живопись» — как и его будущий соперник Франсуа Буше. В 1724 году он получил Римскую премию за картину «Иаков убирает своё жилище перед отъездом в Вифлеем».
Шарль Андре помогал своему старшему брату при выполнении различных заказов, в частности при реставрации картинной галереи замка Фонтенбло (1724). Первый заказ получил в 1725 году на картину «Восшествие Христа во храм» для зала капитула церкви Сен-Мартен-де-Шан. Работал также над созданием декораций для Парижской оперы.
После повторного посещения Турина в 1727 году художник был нанят королем Сардинии Виктором Амадеем II, для которого он написал серию картин, иллюстрирующих произведения Торквато Тассо. В 1728 году прибыл в Рим, одновременно с Франсуа Буше и со своими племянниками Луи Мишелем ван Лоо и Франсуа ван Лоо. В Италии он стал известен своим умением расписывать потолки в стиле «trompe-l’oeil» (с «обманом зрения» в перспективных ракурсах) на мифологические и религиозные сюжеты (например, «Прославление святого Исидора», 1729) и был замечен папой Бенедиктом XIII. Его самой важной работой этого периода остаётся «Эней, несущий Анхиса» (1729). В 1732 Шарль ван Лоо переехал из Рима в Турин, где работал для короля Пьемонта и Сардинии Карла Эммануила III, в том числе во дворце Ступиниджи, и создал серию из одиннадцати картин для королевского дворца в Турине на тему Торквато Тассо: «Освобождённый Иерусалим».
В 1733 году ван Лоо, в связи с начавшейся войной за Польское наследство, возвратился на родину и в 1734 году поселился в Париже. В 1735 году он стал членом Королевской академии живописи и скульптуры, в 1737 — профессором Академии по классу исторической живописи. В 1754 был избран ректором Академии, в 1763 — её директором. В 1748 году ван Лоо был назначен директором Королевской школы привилегированных учеников (l’École royale des élèves protégés).
В 1750 художник был возведён в дворянское звание, в 1751 — награждён орденом Святого Михаила. В июне 1762 ему был присвоен титул первого художника короля. В 1764 году ван Лоо предпринял поездку в Лондон, но годом позднее скончался в Париже, в зените своего успеха.

## Творчество
Шарль Андре ван Лоо работал в разных жанрах живописи. В 1736 году его картины с охотничьими сценками украсили залы Версальского дворца. В 1744 году он изображал забавные сценки для кабинета дофина в Версале. в 1736 году написал экзотические сцены охоты для малых апартаментов в Версальском дворце: «Охота на медведя» (La Chasse à l’Ours) и «Охота на страусов» (La Chasse à l’Autruche). В 1744 году расписал двери большого кабинета Дофина в Версале. В 1740—1750-х годах художник создал несколько серий картин, посвящённых древней истории, мифологии и религиозным сюжетам.
При французском дворе он пользовался поддержкой королевской фаворитки мадам де Помпадур и постоянно получал от неё заказы. В 1747—1748 годах ван Лоо выполнил ответственный заказ на портреты короля и королевы. Между 1752 и 1754 годами для мадам де Помпадур, украшения её дворца Бельвю ван Лоо написал двенадцать картин, включая «Аллегории искусств», одна из которых изображает маркизу в образе султанши, пьющую кофе (Санкт-Петербург, Эрмитаж; вариант — в парижском Лувре).
Незадолго до смерти маркизы, в 1764 году, художник написал аллегорию под названием «Искусство, умоляющее Судьбу пощадить жизнь мадам де Помпадур». Шедевром художника считается картина «Жертвоприношение Ифигении», написанное в 1757 году для Фридриха II Прусского, которое современники называли одним из величайших триумфов французской живописи.
В 1737 году ван Лоо принимал участие в росписях интерьеров Отеля Субиз в Париже. Около 1747 года выполнил аллегорическую композицию, изображающую Азию, для салона Отеля Самюэля-Жака Бернара на улице Бак. Работал для собора Нотр-Дам и церкви Сен-Сюльпис. Выполнял картоны для мануфактуры Гобеленов.
Учениками Ванлоо были Ф.-Х. Друэ, Г.-Ф. Дуайен, Л. Лагрене, Н.-Б. Леписье. Картины Шарля ван Лоо хорошо знали в России, его работе принадлежит один из лучших портретов императрицы Елизаветы Петровны (1760). Только в картинной галерее петербургского Эрмитажа находится шестнадцать картин Шарля Андре Ванлоо (в России его имя, как правило, пишут слитно: Карл Ванлоо).
Безграничная слава художника во второй половине XVIII века в связи с распространением эстетики неоклассицизма сменилась прохладным, а затем и резко критическим отношением. Дени Дидро и Жак Луи Давид, как бы соревнуясь друг с другом, обвиняли ван Лоо в жеманстве. А для романтика Эжена Делакруа имя Шарля ван Лоо было синонимом пошлости и мещанства.
По поводу картины ван Лоо «Ясон и Медея», выставленной в парижском Салоне 1759 года, Д. Дидро язвительно писал: «Это не что иное, как театральная декорация во всей её фальши; переизбыток красок нетерпим», а о картине «Купальщицы» ван Лоо Дидро заметил: «Останавливаешься перед ней скорее в силу собственной порочности, нежели благодаря таланту художника».

## Галерея

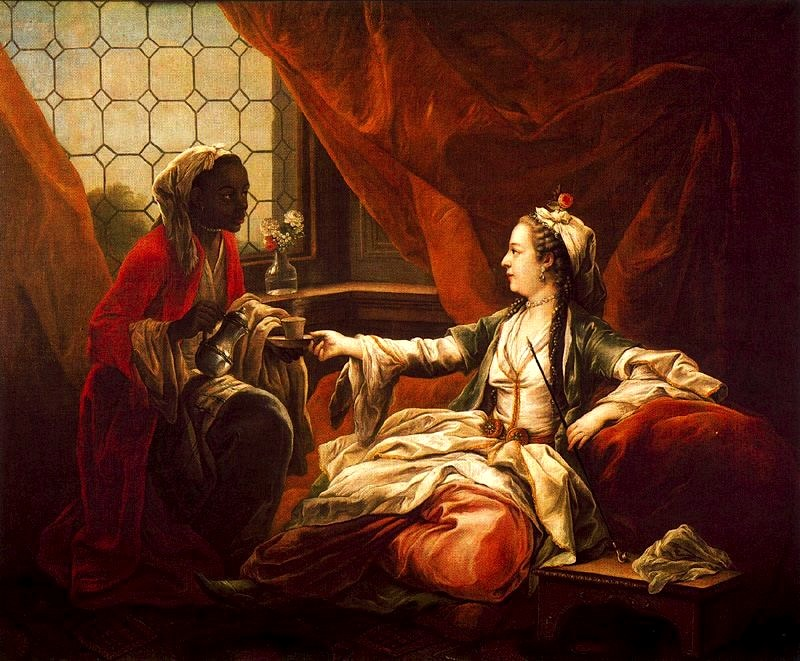
Cултанша, пьющая кофе. 1747. Холст, масло. Лувр (Музей декоративного искусства), Париж
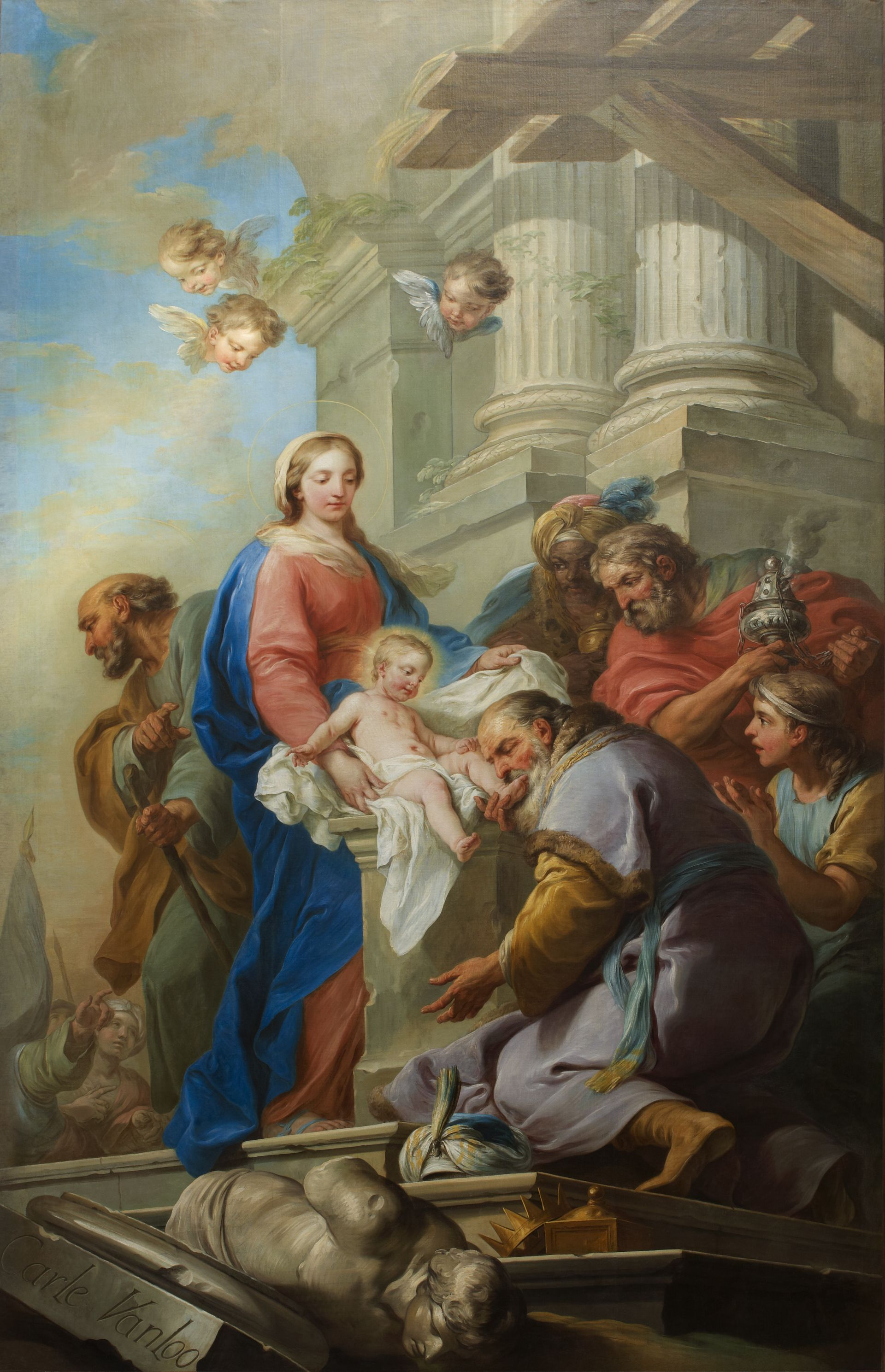
Поклонение волхвов. 1739. Холст, масло. Церковь Вознесения Богоматери, Париж
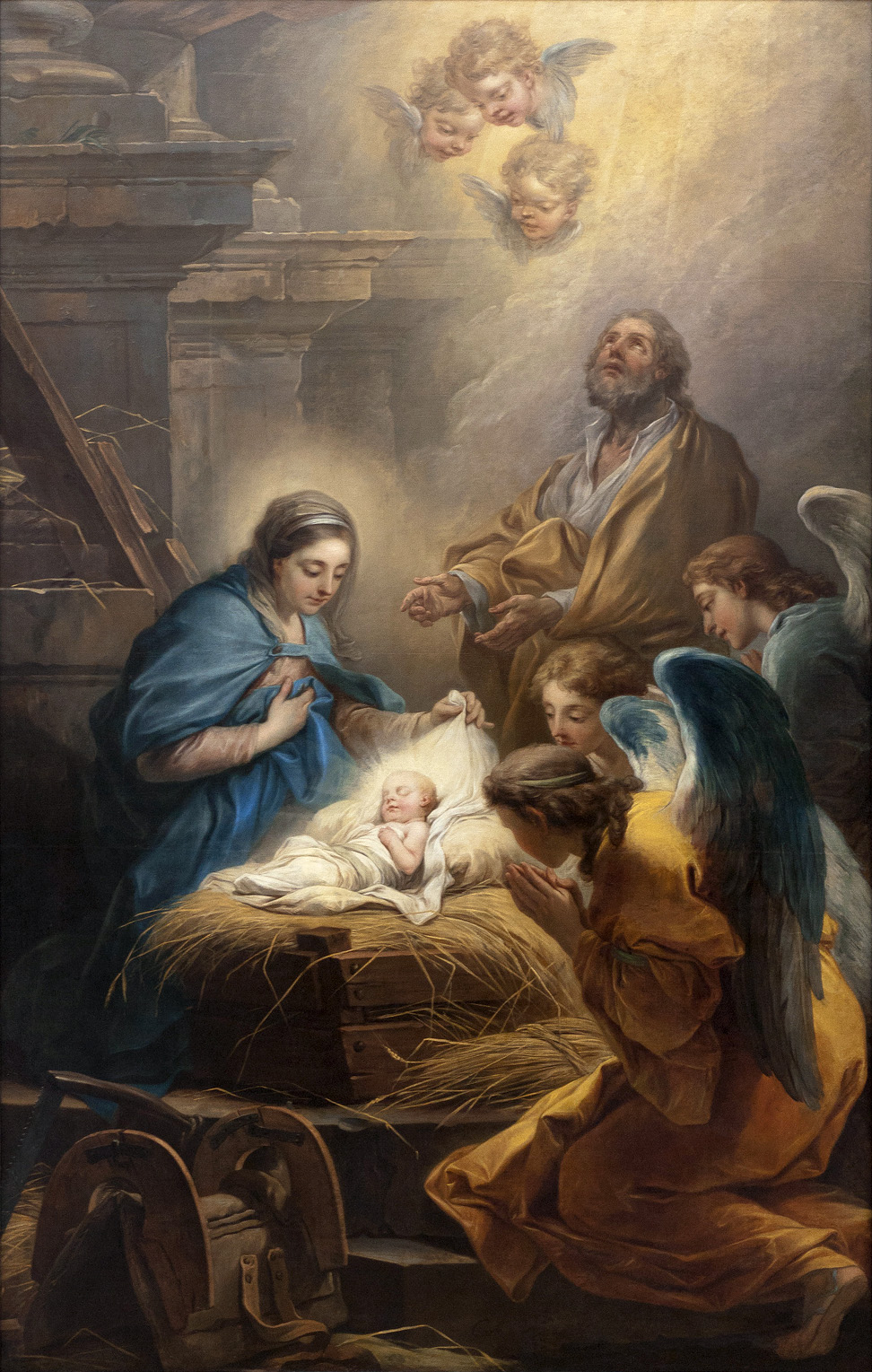
Поклонение ангелов. 1751. Холст, масло. Музей изобразительного искусства, Брест (Бретань)
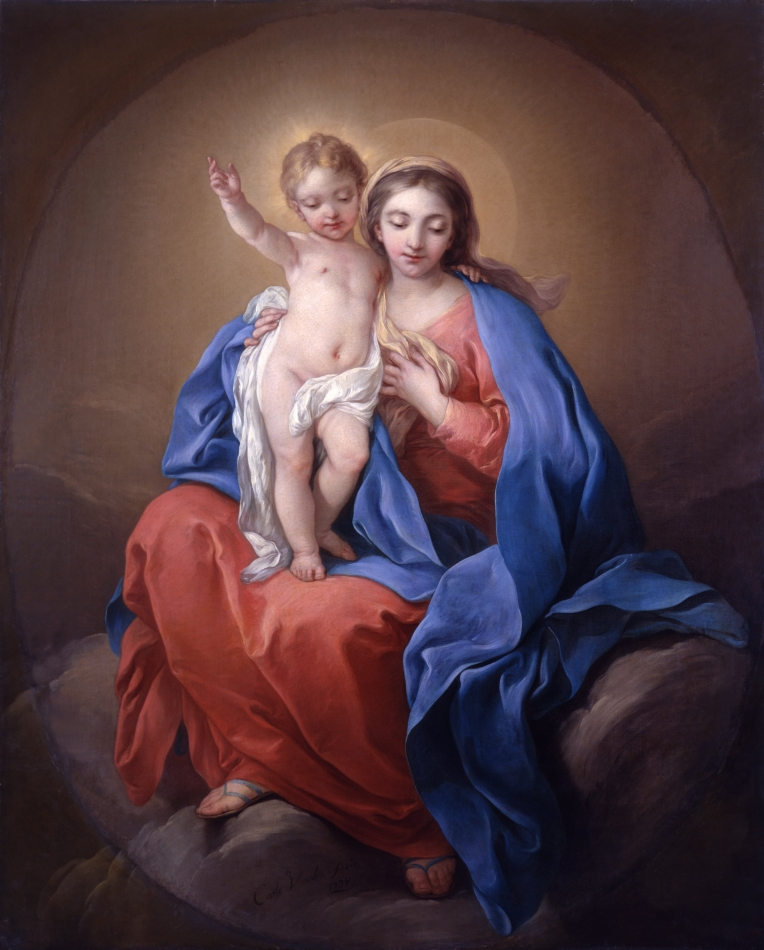
Мадонна с Младенцем. 1738. Холст, масло. Музей изобразительного искусства, Руан
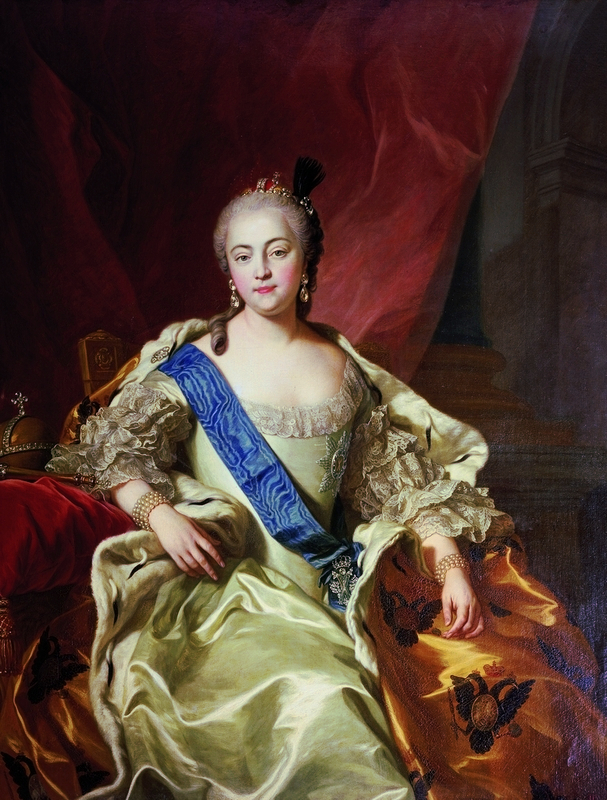
Портрет российской императрицы Елизаветы Петровны. 1760. Холст, масло. Петергоф, Большой дворец
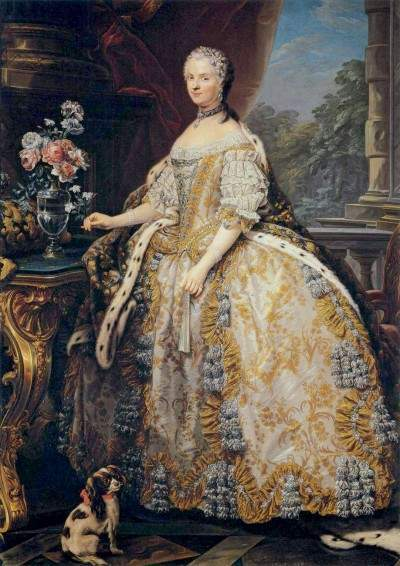
Портрет Марии Лещинской, королевы Франции

## Избранные картины по жанрам

### Мифология и аллегория
- «Эней встречает Анхиса», 1729, Париж, Лувр.
- «Тесей укрощает марафонского быка», 1730, Лос-Анджелес, Художественный музей
- «Бахус и Ариадна», около 1732
- «Аполлон и Марсий», 1735, Париж, Высшая школа искусств
- «Персей и Андромеда», около 1735—1740, Санкт-Петербург, Эрмитаж
- «Победа Александра над Пором», 1738, Лос-Анджелес, Художественный музей
- «Азия», около 1747, Иерусалим, музей Израиля
- «Пьяный Силен», 1747, Музей изобразительного искусства Нанси
- «Юпитер и Антиопа», 1753, Санкт-Петербург, Эрмитаж
- «Амур, стреляющий из лука», 1761, Санкт-Петербург, Павловский Дворец
- «Нептун и Аминона», около 1757
- «Три грации», около 1763, Лос-Анджелес, Художественный музей
- «Искусства молят Судьбу, пощадить жизнь мадам Помпадур», 1764, Питтсбург, музей искусств Фрика

### Картины бытового жанра
- «Охота на медведя», 1736, Амьен, музей Пикардии
- «Отдых на охоте», 1737, Париж, Лувр
- «Пикник на траве», 1737, Нью-Йорк, музей Метрополитен.
- «Портретирование наложницы паши», 1737, Ричмонд, музей штата Виргиния
- «Султан даёт концерт в честь своей наложницы», 1737, Лондон, коллекция Уоллеса
- «Охота на страусов», 1738, Амьен, музей Пикардии
- «Изучение испанского», 1754, Санкт-Петербург, Эрмитаж

### Религиозная живопись
- «Добрый самаритянин», 1723, Монпелье, Музей Фабра
- «Иаков убирает своё жилище перед отъездом в Вифлеем», 1724
- «Восшествие Христа в храм», 1725, Лион, Собор Сен-Жан
- «Прославление св. Исидора», 1729, Рим, церковь Сан-Исидоро
- «Св. Карл Борромей даёт отпущение больному проказой», 1743, Париж, Нотр-Дам
- «Поклонение ангелов», 1751, Брест, Художественный музей
- «Обращение св. Губерта», 1758, дворец Рамбуйе
- «Поклонение волхвов», около 1760, Лос-Анджелес, Художественный музей
- «Голубая Пречистая дева», 1765, Париж, церковь Сен-Мерри
- «Мученичество св. Стефана», Валансьен, Художественный музей

### Портреты
- Мария Лещинская, королева Франции (1703—1768), 1747, Версальский дворец
- Людовик XV, 1748, Версальский дворец
- Людовик XV, 1751, Версальский дворец
- Портрет Жака-Жермена Суффло (1714—1781), Версальский дворец